# Drosanthemum worcesterense
Drosanthemum worcesterense är en isörtsväxtart som beskrevs av L. Bol. Drosanthemum worcesterense ingår i släktet Drosanthemum och familjen isörtsväxter. Inga underarter finns listade i Catalogue of Life.